# Ротенберг Григорій Якович
Григо́рій Я́кович Ротенбе́рг (1928—2011) — радянський конструктор, лауреат Державної премії СРСР.

## Життєпис
Народився 1928 року в Горлівці. В часі нацистсько-радянської війни працював у тульському госпіталі. 1943 року в Тулі здобув середню освіту. 1948 року закінчив Тульський механічний інститут.
Протягом 1948-1955-х років — інженер-конструктор у відділі головного конструктора Тульського машинобудівного заводу.
У 1955—1960 роках — старший інженер-конструктор в ЦКБ-14, брав участь в розробці ЗУ-23.
Від 1960 року працював в Центральному конструкторському дослідницькому бюро спортивно-мисливської зброї.
Є конструктором та безпосереднім учасником розробки протиградової установки ТКБ-06 «Облако» та її модернізацій ТКБ-06М й УПО-М, артилерійських морських установок АК-630, АК-630М, АК-306 та АК-630М-1-2.

### Нагороди
- Премія ім. Мосіна та бронзова медаль ВДНГ. — за розробку ТКБ-06 й ТКБ-06М
- Державна премія СРСР — за створення спеціального корабельного обладнання
- орден Вітчизняної війни II ступеню
- медалі.

Помер 2011 року, похований в Тулі.